# 信天游
信天游，又称顺天游，山曲，爬山调，是流传于中国西北部晋语地区(主要包含陕西省及山西省北部，内蒙古自治区的西部)的一种民歌形式，由相互对应的上下句组成，然后重复循环，可长可短。

## 地区争议
信天游因其流传区域在行政区划上被分在不同的省和自治区，许多歌曲而常被打上山西民歌或陕北民歌，内蒙古民歌的标记，许多流传在省界附近的歌曲还常常被人们争抢其“原籍”。

## 艺术特点
信天游用晋语演唱。信天游的歌词多为描述男女之间爱情相思的情怀，叙述大胆直率，淳朴豪放。

## 著名曲目
- 兰花花
- 走西口
- 山丹丹开花红艳艳
- 赶牲灵
- 五哥放羊
- 圪梁梁
- 东山上点灯西山上明

## 參看
- 二人台
- 晉劇
- 秧歌 (曲藝)